# Hippomedon zetesimus
Hippomedon zetesimus är en kräftdjursart som beskrevs av Hurley 1963. Hippomedon zetesimus ingår i släktet Hippomedon och familjen Lysianassidae. Inga underarter finns listade i Catalogue of Life.